# Pilumnus semilunaris
Pilumnus semilunaris is een krabbensoort uit de familie van de Pilumnidae. De wetenschappelijke naam van de soort is voor het eerst geldig gepubliceerd in 1997 door Ng, Dai & Yang.